# Nules
Nules è un comune spagnolo di 11 542 abitanti situato nella comunità autonoma Valenciana.